# Loboixys ryukyuensis
Loboixys ryukyuensis is een eenoogkreeftjessoort uit de familie van de Notodelphyidae. De wetenschappelijke naam van de soort is voor het eerst geldig gepubliceerd in 2006 door Ooishi.